# جف فاکس (بازیکن فوتبال، زاده ۱۹۲۵)
جف فاکس (انگلیسی: Geoff Fox; ۱۹ ژانویهٔ ۱۹۲۵ – ۱ ژانویهٔ ۱۹۹۴) بازیکن فوتبال اهل بریتانیا بود.
از باشگاه‌هایی که در آن بازی کرده‌است می‌توان به باشگاه فوتبال سوئیندون تاون، باشگاه فوتبال کولچستر یونایتد، باشگاه فوتبال بریستول راورز، باشگاه فوتبال ایپسویچ تاون، و باشگاه فوتبال بریستول سیتی اشاره کرد.